# История на Кралево
Историята на Кралево е определена от географското местоположение и равнинната околност около града по поречието на Западна Морава – средищно между Шумадия от север, Поморавието на изток, Поибрието на юг и т.нар. старовлашки планини на запад откъм средновековните сръбски земи.
Най-значимият културно-исторически център на Кралево и околността е манастирът Жича, където 2 пъти е коронасян първият крал на Сърбия Стефан Първовенчани: първо от папски легат (от когото получава кралската титла и корона) и отново – от брат си Свети Сава по православния ритуал и церемониал, като православен монарх. Тази първа сръбска монархическа титла остава и за крали Марко, след като на Великден 1346 г. в старата българска столица Скопие Стефан Душан (който по майчина линия произхожда от най-знатния род между българите според историята на Георги Пахимер) е прогласен за „цар на сърбите“ (и гърците – виж и INRI). Цариградската патриаршия и подчинената ѝ сръбска архиепископия подигат схизма над това църковно-народно съборно решение, взето в Скопие, която е свалена едва след Чирменската катастрофа – виж и Печка патриаршия.

## Древна история
Историята на землището около днешно Кралево датира от около 2000 г. пр.н.е. От това време са датирани първите артефакти с две локализации – Диво поле в Ратина и Лазарище в село Врънци.

## Антична история
От VI век пр.н.е. са датирани намерени в близката и далечна околност на Кралево гръцки шлем, златни и кехлибарени накити и керамични съдове (Атеница, Петрова църква, където вероятно е имало оброчище преди това, и Крушевица). Приема се, че римляните са колонизирали и земите около днешно Кралево, идвайки по Поибрието.
По времето на Римската империя, земите около Кралево са на границата между римските провинции Мизия и Далмация. Римляните оценяват по достойнство геотермалните ресурси на околността (има много бани) и от тяхно време е разкрит оброчен олтар на Юпитер Капитолийски в село Горно Лашци (в превод на български „горни лъжци“) и тухлена пещ в Чибуковци.

## Средновековна история
Средновековната история на този край е обвита в мрак, подобно и на крепостта Маглич към Поибрието. Създаването на Сръбското кралство и учредяването на самостоятелна сръбска архиепископия в Жича от Свети Сава, са обвързани в най-силна степен именно с историята на този долноибърски край – политически, социално и икономически. Манастирът Студеница е този който пази мощите на основателя на сръбската държава – Стефан Неманя.
Този край пада под османска власт през 1458/59 г. ведно със Смедеревското деспотство къмто територията на което приспада.
На мястото на днешно Кралево се е намирало до 1375 – 1400 г. село Рудо поле, което е прекръстено на Караново/Карановац. Етимологията на двете имена за сръбската историография не е изяснен, но вероятно те произлизат от развиваното по времето на Урошите-Неманичи рударство в този край откъм Копаоник (виж и урбарар).
Османският Карановац се упоменава в дефтер през 1528 г. като влашко село с 22 къщи/домакинства и 54-ма мъжки жители. През 1560 г. се срещат в османските регистри и двете стари наименования на селото – и Рудо поле, и Карановац.
Има различни мнения по въпроса за етимологията на името Карановац. Първото е, че произлиза от личното име на властела Каран, на княза Шобат (вероятно маджари). Втората версия е, че името идва от сасите – от саксонското име на рудата (въглищата) – карен, т.е. понемчено име на Рудо поле. Има и други тълкувания, че името произлиза от старогръцката дума „каранос“ – княз, владетел или, че тук се е стоварвала добитата руда за „каране“, т.е. за преразпределяне в различните посоки според предназначението, поради възловото положение на местото.
По времето на първото хабсбургско управление на Смедеревския санджак (1718 – 1739), средишното положение на Карановац придобива още по-важно значение, понеже тук е установена границата между Свещената Римска империя и Високата порта. По тази причина тук се стичат турци от Чачак, Крагуевац и други места които попадат на Австрийска територия. Тук е изградена и митница по това време. По този начин малкото селце Карановац се превръща в най-важното място в полосата по Западна Морава между Аладжа хисар (Крушевац), Ужице и Нови Пазар. Карановац именно по това време добива типичния облик на турска паланка с къщи от дърво, заобиколена от високи стени и с предимно мюсюлманско население – турци, албанци, много малко власи и 1/10 сърби. Старата християнска махала на Карановац – Вароша е била разположена в западната част на паланката, а на изток са живеели турците или мюсюлманите, като помежду им са били разделяни от празно пространство.
Все по това време 1718 – 1739 там се е развивала активно кервансарайската търговия от и по всички посоки поради средищното и гранично положение по това време на Карановац. През 40-те години на 18 век в Карановац се развива активно и занаятчийското производство, като равната околност благоприятства развитието на земеделието. През 1784 г. австрийският офицер Паул Митисер отбелязва Карановац като селище със 100 къщи от които 11 сръбски и 89 турски. Редом с другото е отбелязано, че в селището има два хана, три кафана, две пекарни за хляб и една голяма джамия.
В края на 18 и началото на 19 век, Карановац е възлов кервансарай със стратегическо местоположение, чието околно население се препитава предимно със земеделие.

## Ново време
През 1805 г. Карановац е освободен от два въстанически отряда които се съединяват именно тук – западен пристигнал от Ужице и източен от Ягодина. Целта е стратегическо настъпление в посока Поибрието. Тук се събират около 6 хиляди бекяри под командването на войводата Радич Петрович. От 18 юни до 29 юни карановацките турци са обсадени и се води битка за паланката. Новопазарският паша Ферхатович изпраща парламентьори при Караджордже Петрович с молба да пропусне обсадените турци в Карановац. Народният водач и бивш австрийски подофицер, откликва на призива за прекратяване на кръвопролитието и на Петровден дава възможност на обсадените да се оттеглят към Санджака. Въстаниците влизат на парад в паланката и подпалват голямата джамия която изгаря до основи. От това време датират и оживените търговски контакти между Карановац и Нови пазар в Стара Рашка. По времето на т.нар. Първо сръбско въстание, средишното и възлово положение на Карановац му дава възможност да се замогне много. Именно оттук се захранват въстаниците с брашно, а за Австрийската империя, от Карановац като транзитен пункт, е организирано извозването на свине, чиято търговия е основната и за учреденото по-сетне Княжество Сърбия – до самия край на XIX век.
През 1813 г. Карановац е отново зает от османците и дотогавашните търговски и други контакти са прекъснати временно до т.нар. Второ сръбско въстание от 1815 г., оглавено от княз Милош Обренович, когато местната турска войска наброяваща 300 пушки се предава на въстаниците – втората половина на месец юли.
По време на сръбското княжеско управление през 1836 г. тук е имало три главни сокака, чаршия, тържище, заградени с ров около градчето. Паланката попада в Пожешка нахия (със седалище от 1818 г. в съседния Чачак), която е управлявана от поп Никола Костич. По силата на първата конституция на младото сръбско княжество от 1835 г., прогласена в двора на Старата църква пред Старата скупщина в Крагуевац, княжеството се дели на общини, срезове и области. Административно градчето е самостоятелна община със срез, а с околността му е придадена за областно администриране от Чачак. През 1853 г. средището на областта и съда е преместено от Чачак в Карановац, а през 1859 г. отново е върнато обратно в Чачак. През 1854 г. тук е преместено седалището на Жичката епископия, която се намира в днешно Кралево.
През втората половина на XIX век Карановац като градски център се разраства много бързо, местната икономика се развива, особено за занаятчийска дейност, увеличават се гилдиите на шивачите, обущарите, мутафчиите, разноизносните търговци към Балканите, опинчарите, абаджиите, зидарите, кожарите, ковачите и т.н.

## Коронясване в Жича
След освободителната война Княжество Сърбия се разраства неимоверно усвоявайки територията на почти цялото Поморавие с градовете Ниш, Лесковац, Враня, Пирот. Княз Милан Обренович е сред претендентите за княжеския престол в София. След неуспеха му да бъде издигнат за български княз той се коронясва за крал в средновековния манастир Жича в близост да Карановац на 21 февруари 1882 г. стар стил. Първи поздравява новия сръбски крал като държавен глава австро-унгарския император Франц Йосиф. Следва и сръбско-българската война от 1885 г. в опит младият крал да заеме София.
В чест на това събитие в най-новата сръбска история дотогавашният Карановац е преименуван на Кралево, понеже именно в Жича е коронасясван някога Стефан Първовенчани. В крайна сметка кралската корона вероятно остава за последно в Крали Марко. На Димитровден 1377 г. над мощите на свети Сава в Милешево е коронясан за нов сръбски крал дотогавашният босненски бан Твърдко I.

## История през XX век
В началото на октомври 1915 г., след влизането на Царство България в Първата световна война, градът изживява голяма драма. Поради настъпателните действия на Централните сили, в града и околността му се стичат около 100 хиляди бежанци от цялата територия на Кралство Сърбия – от север, запад и изток. По това време Кралево наброява 5 хиляди жители. В града има само един хотел „Париж“ и бежанците спят по магазините, учрежденията и дори по улиците. През ноември 1915 г. в Кралево от Ниш е евакуирано сръбското правителство, сръбския генерален щаб и дипломатическия корпус. Един дипломат пише в мемоарите си, че това е първия път в историята когато такива държавни институции се намират буквално на фронтовата линия. Сръбските държавни централни учреждения се изтеглят безславно по т.нар. Ибърска магистрала към Косово, където в решаващата Косовска операция на Българската армия са тотално разбити.
След като Сърбия е окупирана от войските на Централните сили, градът попада в австро-унгарската окупационна зона, а тотално разбитата сръбска кралска армия се изтегля безславно от Призрен през Албанските Алпи на остров Корфу.
През пролетта на 1917 г. с аероплан е прехвърлен в българския тил Коста Пекянец с цел да организира диверсионни действия сред местното население. Същия успява заедно с Коста Войнович да подигне т.нар. Топлишко въстание, което обхваща около Копаоник освен Топлишкия и Расинския край и Кралевския. В крайна сметка въстанието е потушено и Пекянец се оттегля от Дечани в Проклетия.
През първата половина на 1919 г. (месец май) в новосъздаващата се Югославия, и по-специално на територията на предходното Кралство Сърбия, са заселени близо 10 хиляди руси бягащи от революционния терор на Червената армия. Това се предимно казаци, членове на Бялата гвардия с техните семейства. До 1921 г., тогавашното Кралство на сърби, хървати и словенци приема 70 хиляди бежанци от болшевишкия терор в Русия, като последната група е от 11 хиляди и 500 души от армията на генерал Пьотър Врангел. Голяма част от тези казаци са настанени в Кралево и околностите му.
По време на офанзивите срещу Титовите партизани, в хода на Втората световна война, наследниците на тези казаци се включват доброволно в частите на СС за противодействие срещу югославските партизани.